# 床挿し
床挿し（とこざし、とこさし）とは、畳や竿縁天井の竿あるいは天井の溝が床の間の方向を向いていること。床指し、床刺し、指し床とも。
日本建築ではこの工法を取ることは不吉とされているが、近年の建売住宅などでは床挿しの部屋が時々見られる。また、古い家屋でも床挿しの部屋があるところもある。かつて武家屋敷には必ず床挿しの部屋があり、切腹に使用されていたとされる。